# Metro van Lima
De Metro van Lima is het metronetwerk van de stad Lima, de hoofdstad van Peru. Het netwerk bestaat uit twee separate lijnen. De tweede lijn is sinds 21 december 2023 deels geopend en wordt ondertussen uitgebreid. 

## Geschiedenis
Om het chaotische verkeer in het vervuilde Lima te verlichten werd halverwege de jaren tachtig besloten om stedelijk spoor aan te leggen. In 1986 werd een autoriteit opgericht om een metro te ontwikkelen, met de naam Autoridad Autónoma del Proyecto Especial Sistema Eléctrico de Transporte Masivo de Lima y Callao. De bouw van de eerste lijn begon hierna spoedig, maar aan het einde van de jaren negentig stagneerde het project wegens geldgebrek. Tien kilometer spoor in het zuiden van de stad was gereed gekomen, van Villa El Salvador naar Atocongo. In 1995 werden de eerste testritten op dit stuk spoor uitgevoerd, maar ondanks meerdere aankondigingen bleef een publieke opening nog enkele jaren uit.
In 2001 werd het project overgedragen aan het bestuur van Lima. De stad had niet de middelen om verder te bouwen aan de metrolijn, maar wel lukte het om een jaar later te beginnen met testritten. Gedurende anderhalf jaar werd de metro op deze manier gebruikt. Zo kon het publiek wennen aan het nieuwe vervoersysteem, werd de te verwachten vervoersvraag duidelijker werd en kon tegelijkertijd nog gesleuteld worden aan de infrastructuur.
Begin 2003 volgde de eigenlijke ingebruikname. Zonder onderbrekingen deed de metro zeven dagen per week dienst. Een half jaar later al echter bleek de exploitatie van de Tren Urbano te duur. De metrodiensten werden vanwege het geldgebrek daarom geheel gestopt. In januari 2004 kwam een einde aan deze situatie, de metro werd tijdens de weekenden weer in gebruik genomen. Sindsdien rijden de metrostellen op zaterdag, zondag en tijdens feestdagen tussen tien uur 's morgens en half zes 's avonds.

## Lijn 1
| # | Eindstations                | Geopend               | Lengte  | Stations |
| - | --------------------------- | --------------------- | ------- | -------- |
| 1 | Bayóvar - Villa el Salvador | 2011 (t1) & 2014 (t2) | 34,6 km | 26       |

## Lijn 2
| # | Eindstations                      | Geopend          | Lengte                      | Stations                     |
| - | --------------------------------- | ---------------- | --------------------------- | ---------------------------- |
| 2 | Evitamiento - Mercado Santa Anita | 21 december 2023 | 5 km (uiteindelijk 26,8 km) | 5 (uiteindelijk 27 stations) |

Sinds de opening op 21 december 2023 bestaat lijn 2 nog uit 5 stations. Uiteindelijk zal lijn 2 bestaan uit 27 stations verdeeld over een lengte van 26,8 km. De volledige lijn wordt ondergronds aangelegd, waardoor lijn 2 de eerste ondergrondse metrolijn van Peru is. Op lijn 2 rijden automatische metrotreinen van het type GoA4 automatische metro van Hitachi Rail Italia. 

## Lijn 3
| # | Eindstations            | Geopend             | Lengte  | Stations |
| - | ----------------------- | ------------------- | ------- | -------- |
| 3 | El Álamo - Pedro Miotta | Nog niet in aanbouw | 34,3 km | 28       |

## Lijn 4
| # | Eindstations                   | Geopend           | Lengte        | Stations   |
| - | ------------------------------ | ----------------- | ------------- | ---------- |
| 4 | Gambetta - Mercado Santa Anita | Fase 1 in aanbouw | 8 km (fase 1) | 8 (fase 1) |

Met de bouw van lijn 2 wordt ook het eerste traject van lijn 4 gebouwd. Op station Carmen de La Legua zullen beide lijnen halteren waardoor reizigers daar kunnen overstappen. Het eerste traject van lijn 4 zal ook internationale luchthaven Jorge Chávez verbinden met het netwerk.

## Toekomst

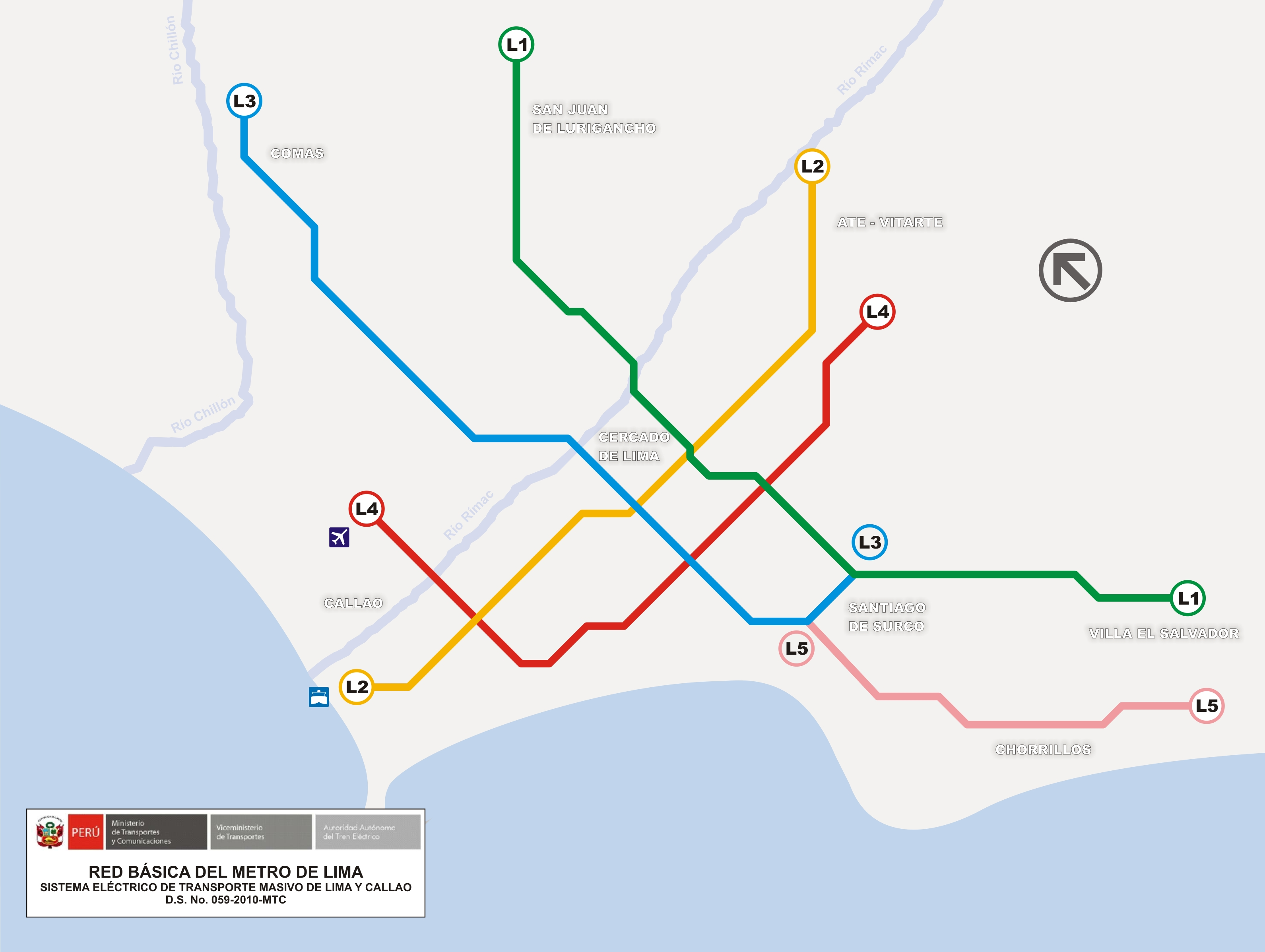
Langetermijnplanning

Voor de langere termijn is er een metronetwerk van vijf lijnen getekend. Een planning voor het aanleggen van lijn 3, de rest van lijn 4 en van lijn 5 ontbreekt nog. 

## Galerij

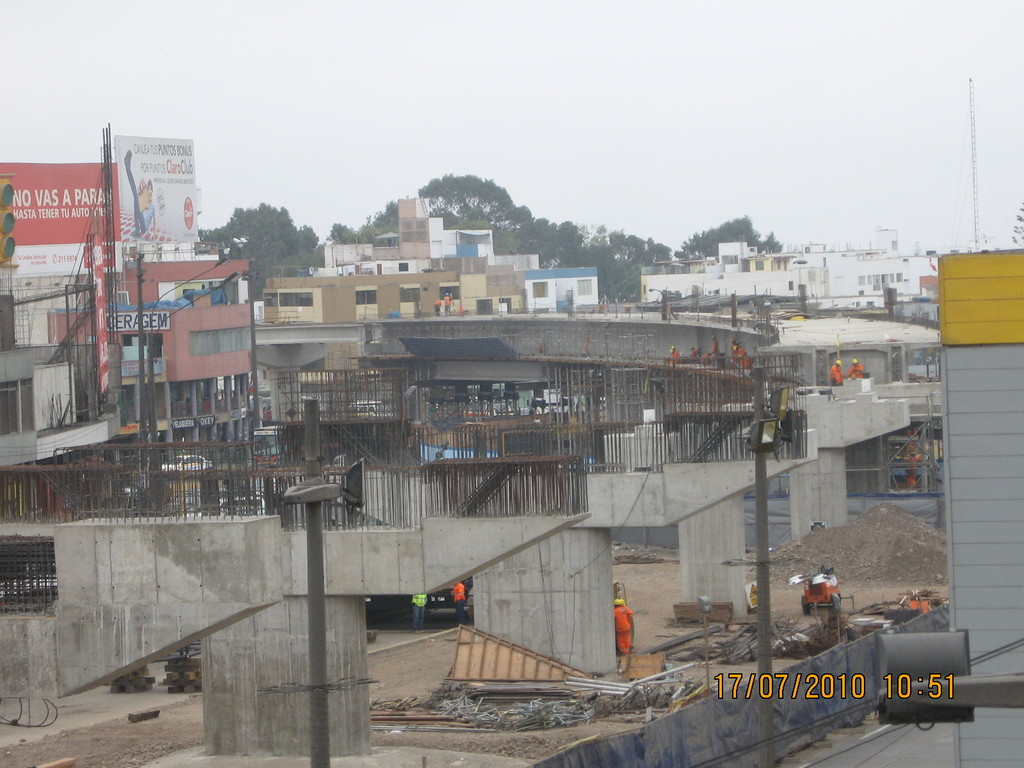
Bouwplaats, verlenging van lijn 1
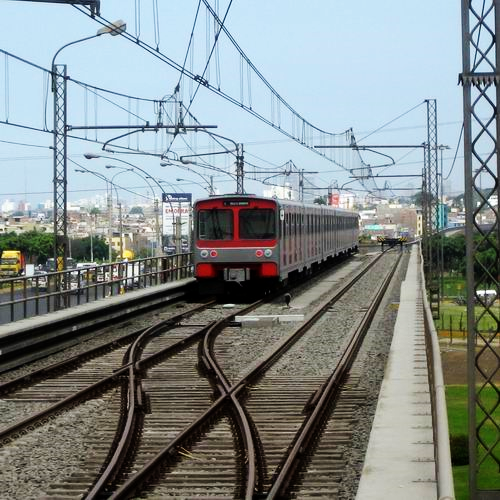
Metrotrein (van Ansaldo- Breda) op een verhoogde baan.
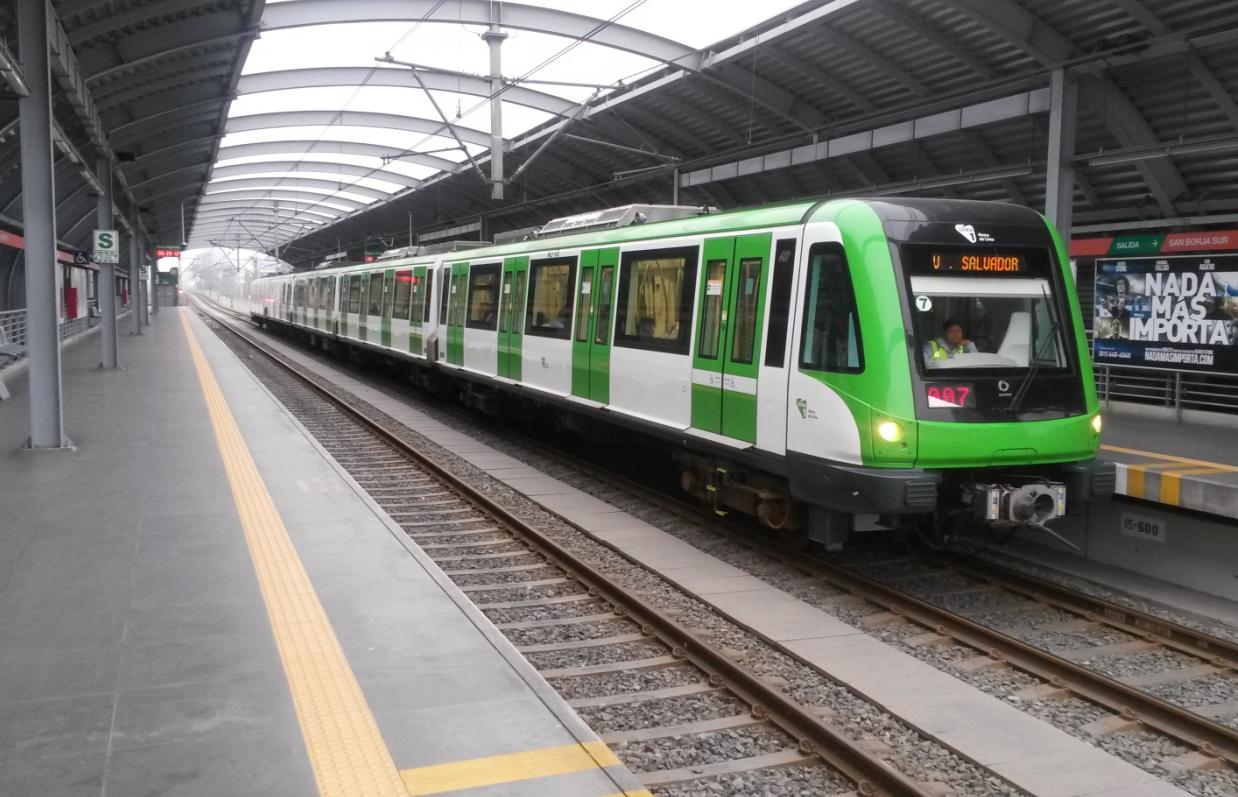
Metrotrein Alstom op het station San Borja-Zuid.
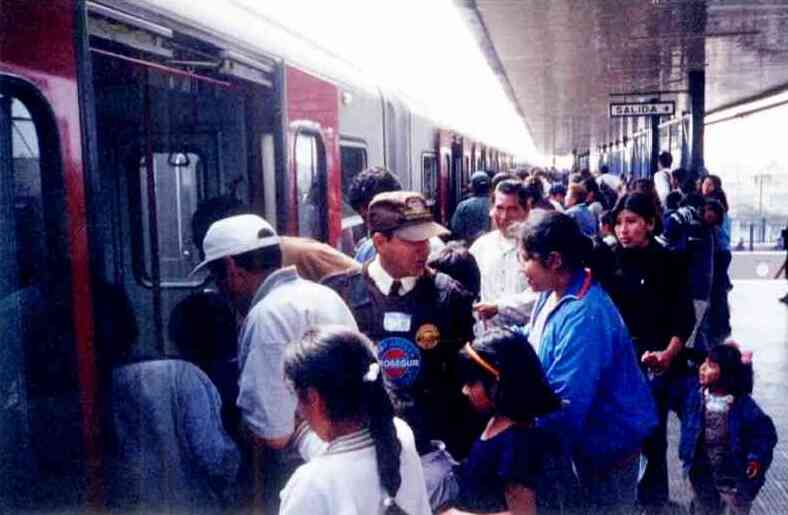
Instappen op station Atocongo
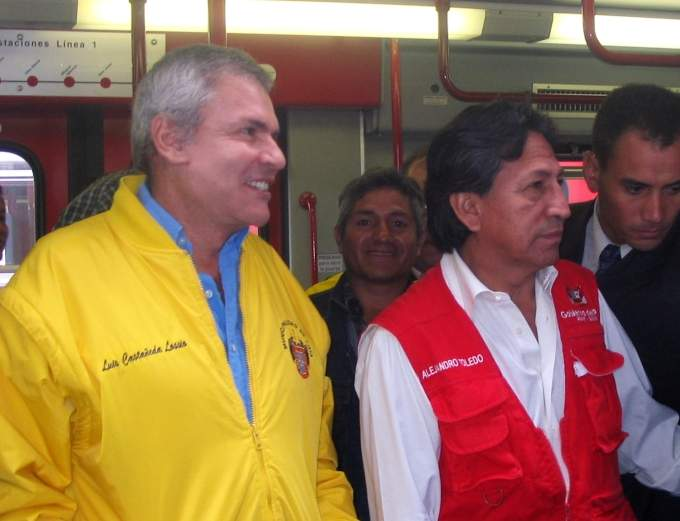
President Toledo en de ex-burgemeester van Lima